# Periophthalmus barbarus
Espèce
Synonymes
- Gobius barbarus Linnaeus, 1766
- Gobius koelreuteri Pallas, 1770
- Periophtalmus koelreuteri Pallas, 1770
- Periophthalmus papilio Bloch & Schneider, 1801
- Periophthalmus koelreuteri papilio Bloch & Schneider, 1801
- Periophthalmus gabonicus Duméril, 1861
- Periophthalmus erythronemus Guichenot, 1858

Statut de conservation UICN

 LC  : Préoccupation mineure
Periophthalmus barbarus, ou sauteur de vase atlantique, est une espèce de poissons-grenouilles de la famille Gobiidae qui vit en eau de mer ou saumâtre, parfois en eau douce mais toujours à proximité de la côte. Cette espèce est originaire des côtes africaines de l'océan Atlantique, du Sénégal à l'Angola ainsi que sur les différentes îles du golfe de Guinée ; elle est aussi présente dans l'océan Pacifique occidental, à proximité de Guam,. Ce poisson qui atteint 25 cm de long se rencontre dans la zone intertidale de la mangrove où il se déplace avec aisance sur la surface vaseuse pour sortir de l'eau et trouver de la nourriture : il est capable de vivre hors de l'eau provisoirement pendant des heures car il absorbe l'oxygène par la peau, à condition de rester humide. Il se nourrit principalement d'arthropodes et du palétuvier blanc.